# 화면보호필름

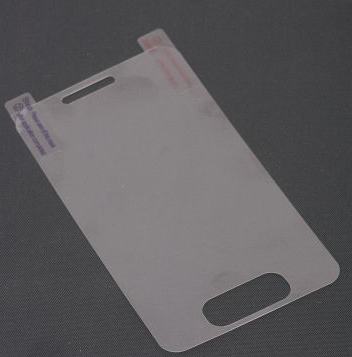
화면에 적재하기 전의 화면보호필름

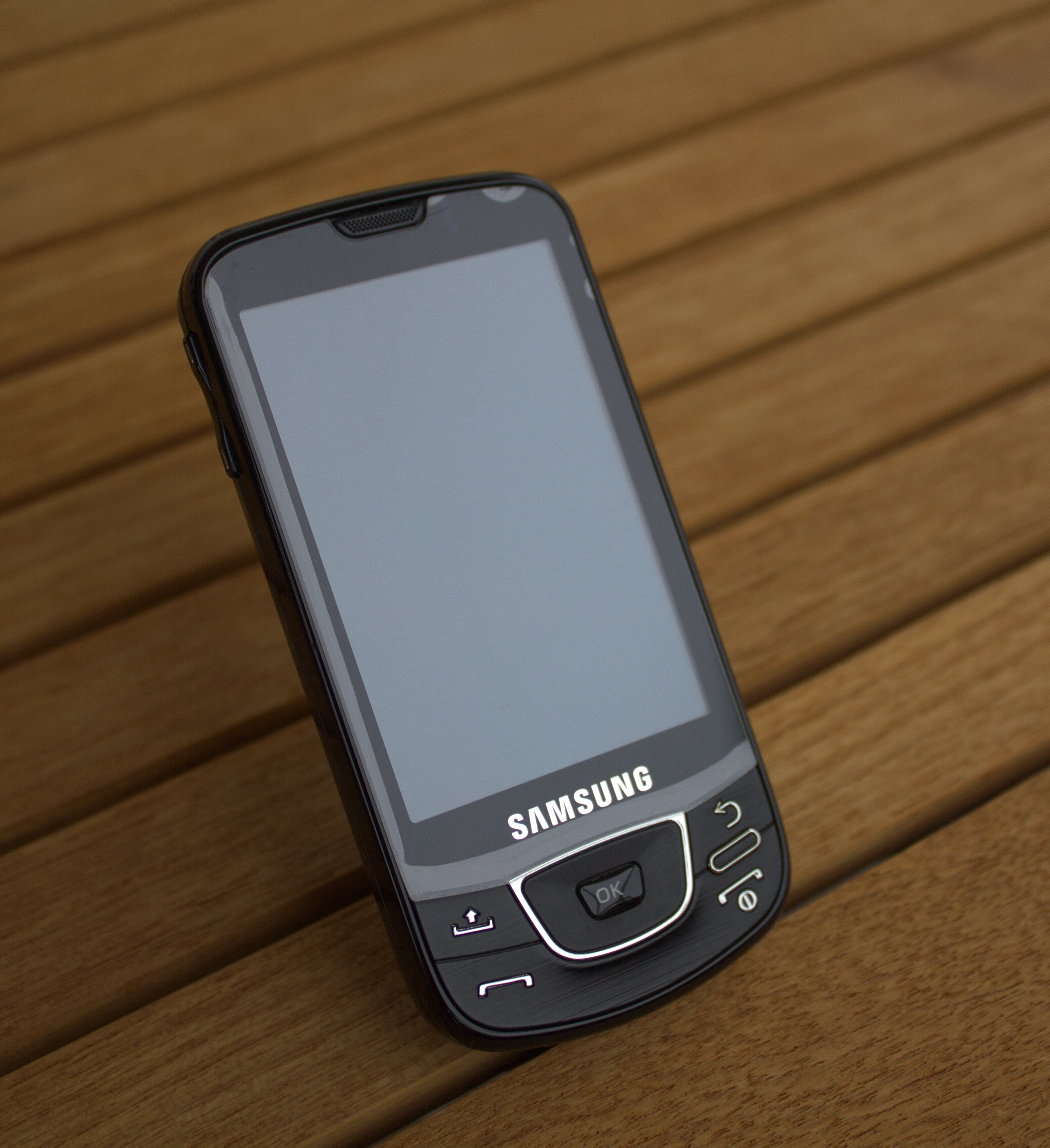
보호 필름을 부착한 이후의 스마트폰의 모습

화면보호필름 또는 보호필름, 스크린 프로텍터(screen protector)는 전자 장치의 화면에 부착하여 물리적 손상으로부터 보호할 수 있는 추가 재질의 시트(일반적으로 폴리우레탄 또는 합판 유리)이다.

## 역사
최초의 화면 보호 필름은 1968년 허버트 슐레겔(Herbert Schlegel)이 텔레비전 화면에 사용하기 위해 설계하고 특허를 받았다.
화면 보호 필름은 PDA(개인 정보 단말기)가 등장한 이후 처음으로 모바일 장치 시장에 진출했다. PDA는 종종 스타일러스를 통해 작동되므로 스타일러스 끝으로 인해 민감한 LCD 화면 표면이 긁힐 수 있다. 따라서 화면 보호 필름은 이러한 손상으로부터 희생적인 보호 기능을 제공했다. 그 이후로 모바일 장치의 보편화로 인해 화면 보호 필름가 더욱 널리 사용되었다.

## 재질
화면 보호 필름은 폴리에틸렌 테레프탈레이트(PET) 또는 열가소성 폴리우레탄(TPU)과 같은 플라스틱이나 장치의 원래 화면과 유사한 접합 강화 유리로 만들어진다. 플라스틱 화면 보호 필름은 유리보다 가격이 저렴하고 더 얇고(두께가 약 0.1mm(0.004인치), 유리의 경우 0.3~0.5mm(0.012~0.020인치)) 더 유연하다. 동일한 가격에서 유리는 플라스틱보다 긁힘에 더 잘 견디고 장치의 화면과 더 유사한 느낌을 준다. 하지만 충분한 충격력으로 인해 유리가 깨지거나 깨지기 때문에 가격이 더 높은 플라스틱 보호 장치가 가장 저렴한 강화 유리 모델보다 더 나을 수 있다.
스크린 프로텍터의 표면은 광택이 있거나 무광택일 수 있다. 광택 보호 장치는 디스플레이의 원래 선명도를 유지하는 반면, 무광택("눈부심 방지") 표면은 밝은 환경에서 가독성을 높이고 지문과 같은 얼룩을 완화한다.

## 단점
화면 보호 필름은 일부 터치스크린의 작동을 방해하는 것으로 알려져 있다. 또한 일부 강화 유리 화면 보호 필름에는 자체 소유성 코팅이 제공되지만 터치스크린의 기존 소유성 코팅도 적용된다.
일부 장치에서는 화면 보호 필름의 두께가 장치의 모양과 느낌에 영향을 줄 수 있다.

## 같이 보기
- 스마트폰